# Conocephalus somali
Conocephalus somali är en insektsart som först beskrevs av Burr 1900.  Conocephalus somali ingår i släktet Conocephalus och familjen vårtbitare. Inga underarter finns listade i Catalogue of Life.